# Arsenal municipal de Wrocław
 (novembre 2023).
L'Arsenal municipal de Wrocław (également Arsenal de Wrocław ou Arsenal de Mikołajski) est un ancien arsenal militaire gothique situé dans la vieille ville de Wrocław en Pologne.

## Histoire

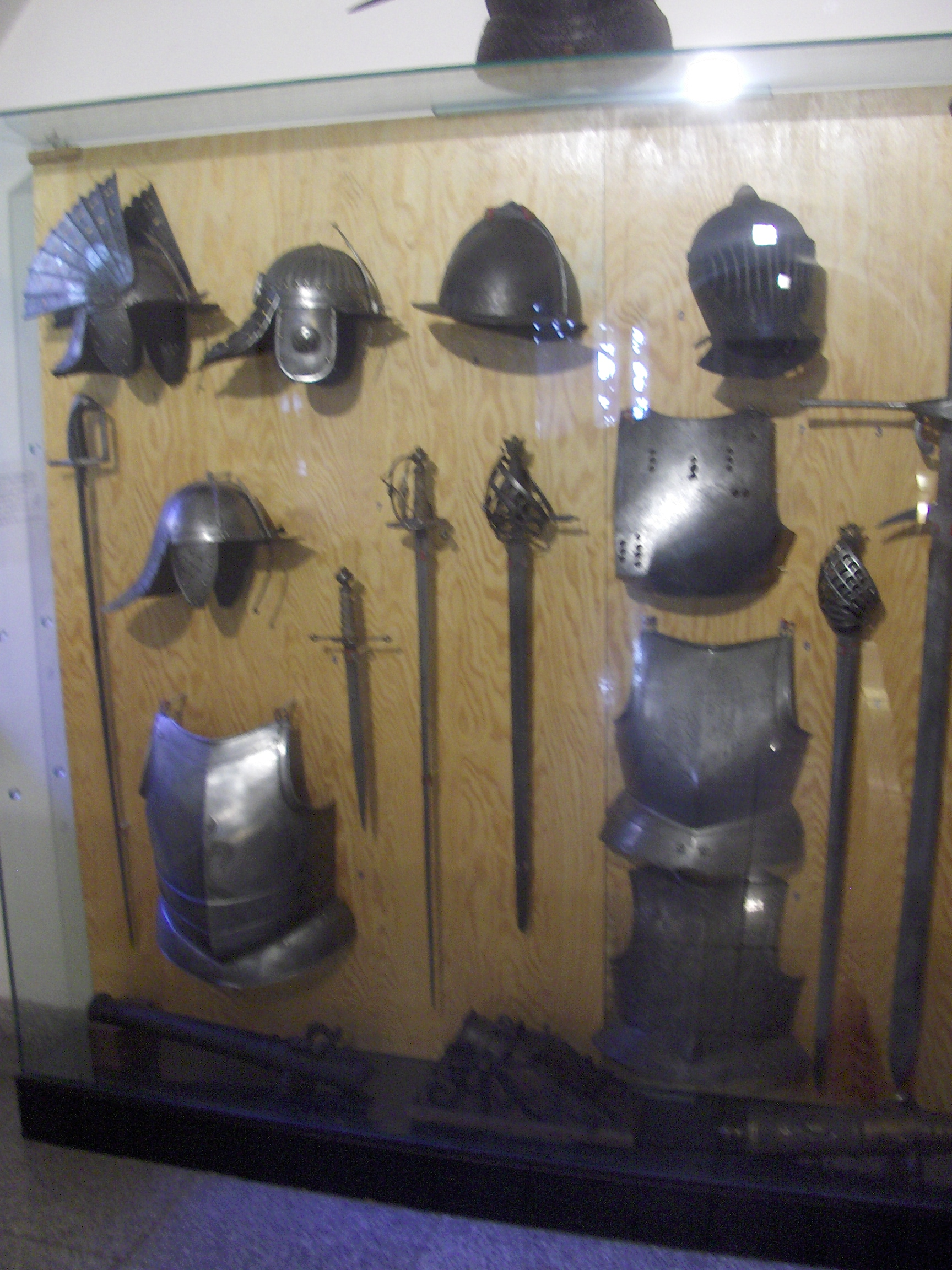
Armure de chevalier au Musée militaire de Wrocław

L'arsenal de Wrocław a été construit plus tôt que des installations similaires à Cracovie, Varsovie, Berlin ou Vienne. Le premier bâtiment du complexe a été érigé au milieu du XVe siècle : en 1459, le conseil municipal décide de sa construction. Le bâtiment était situé près de la Porte Nicolas, dans la partie ouest d'une vaste place s'étendant entre l'angle nord-ouest des murs défensifs, l'embouchure des douves dans l'Oder et la façade nord des immeubles d'habitation situés rue Mikołaja.
Le bâtiment servait initialement de grenier pour stocker les céréales en cas de siège de la ville. Au XVIe siècle, l'entrepôt d'armes situé au sous-sol de l'hôtel de ville, sur la place du marché et sur les murs de la ville y fut déplacé. Le bâtiment commença à s'appeler zeughaus (café) et servait à stocker, entre autres, canons, munitions, armes à feu de poing et à perche.
Dans la cour, d'autres bâtiments furent progressivement construits : une remise, une forge et une armurerie. La poudre à canon n'était pas stockée dans le cekhauz - elle était conservée dans une tour construite spécialement à cet effet.
Le cekhauz a acquis son apparence actuelle dans les années 1620. Le caisson en pierre maniériste du puits de la cour provient également de cette époque.
Pendant la période de domination prussienne, en janvier 1742, le roi Frédéric II fit de Wrocław une forteresse et décida de transformer l'arsenal en entrepôts militaires. Les murs et la clôture en acier recréent les contours du bâtiment à trois ailes et quatre étages qui a survécu jusqu'au bombardement de Wrocław en 1945. En 1962, le tympan roman de Saint-Pierre a été découvert ici.

### Après 1945
L'Arsenal est devenu une branche du musée municipal de Wrocław. Il y a un musée militaire dans les ailes nord et est. En 2001, le musée archéologique et les archives architecturales du musée d'architecture ont été créés dans l'ancien grenier.
La tour à quatre côtés abrite le siège de la Confrérie Fowler de la ville de Wrocław. L'Arsenal est également un lieu où sont organisés de nombreux événements culturels, parmi lesquels : le festival annuel de musique de chambre Soirées à l'Arsenal.

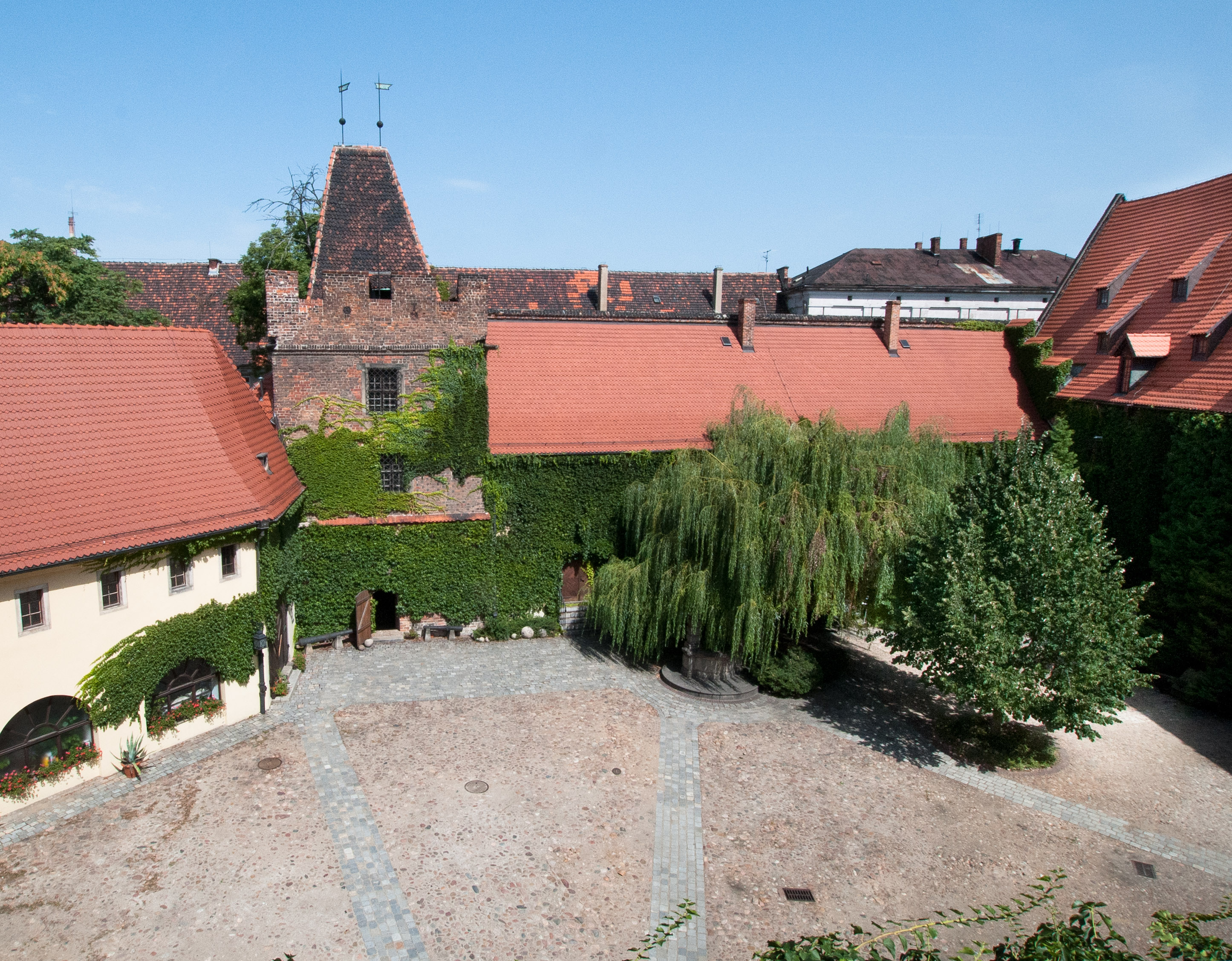
Cour

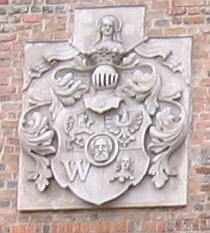
Le blason de Wrocław sur le mur de l'Arsenal

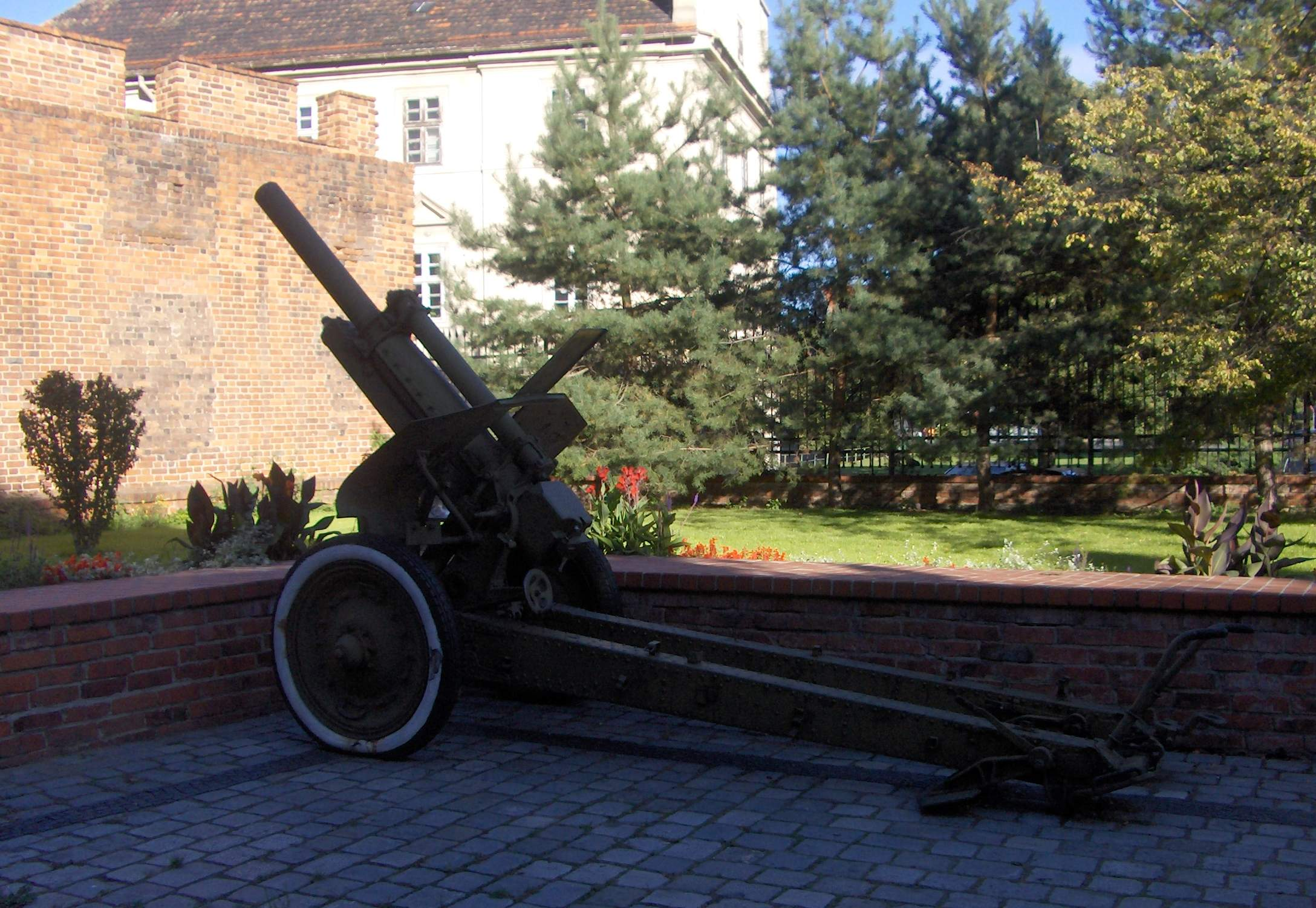
L'une des expositions sur la place devant l'Arsenal municipal de Wrocław